# Lamnifera pauli
Lamnifera pauli је пуж из реда Stylommatophora и фамилије Clausiliidae.

## Угроженост
Ова врста се сматра рањивом у погледу угрожености врсте од изумирања.

## Распрострањење
Врста има станиште у Француској и Шпанији.